# Bendzsólele
A bendzsólele egy négyhúros hangszer, amely egy kisméretű bendzsótestből és egy ukulele nyakából áll.
A hangszer amely a bendzsó jellegzetes hangzását kombinálja az ukulele kis méretével és hangolásával, az 1920-as és 30-as években volt igen népszerű. A legismertebb használója George Formby volt, akinek a neve egyedi játékstílusa okán összeforrt a bendzsólelével.
A menzúra hossza leginkább egy szoprán, (esetleg koncert) méretű ukulelével mérhető össze, mivel azonban a test rövidebb, mint egy ukulelén, a nyakon a szoprán ukuleléken megszokott 12 érintő helyett akár 18 is elfér. A bendzsólele hagyományos hangolása G-C-E-A vagy A–D–F♯–H, és a 4. húr mindig magas. A test, ahogyan a bendzsóknál is, készülhet nyitott háttal vagy rezonátoros kivitelben is.